# 库林加
库林加（義大利語：Curinga），是意大利卡坦扎罗省的一个市镇。总面积51.47平方公里，人口6778人，人口密度131.7人/平方公里（2009年）。ISTAT代码为079039。